# Walhalla (monumento)

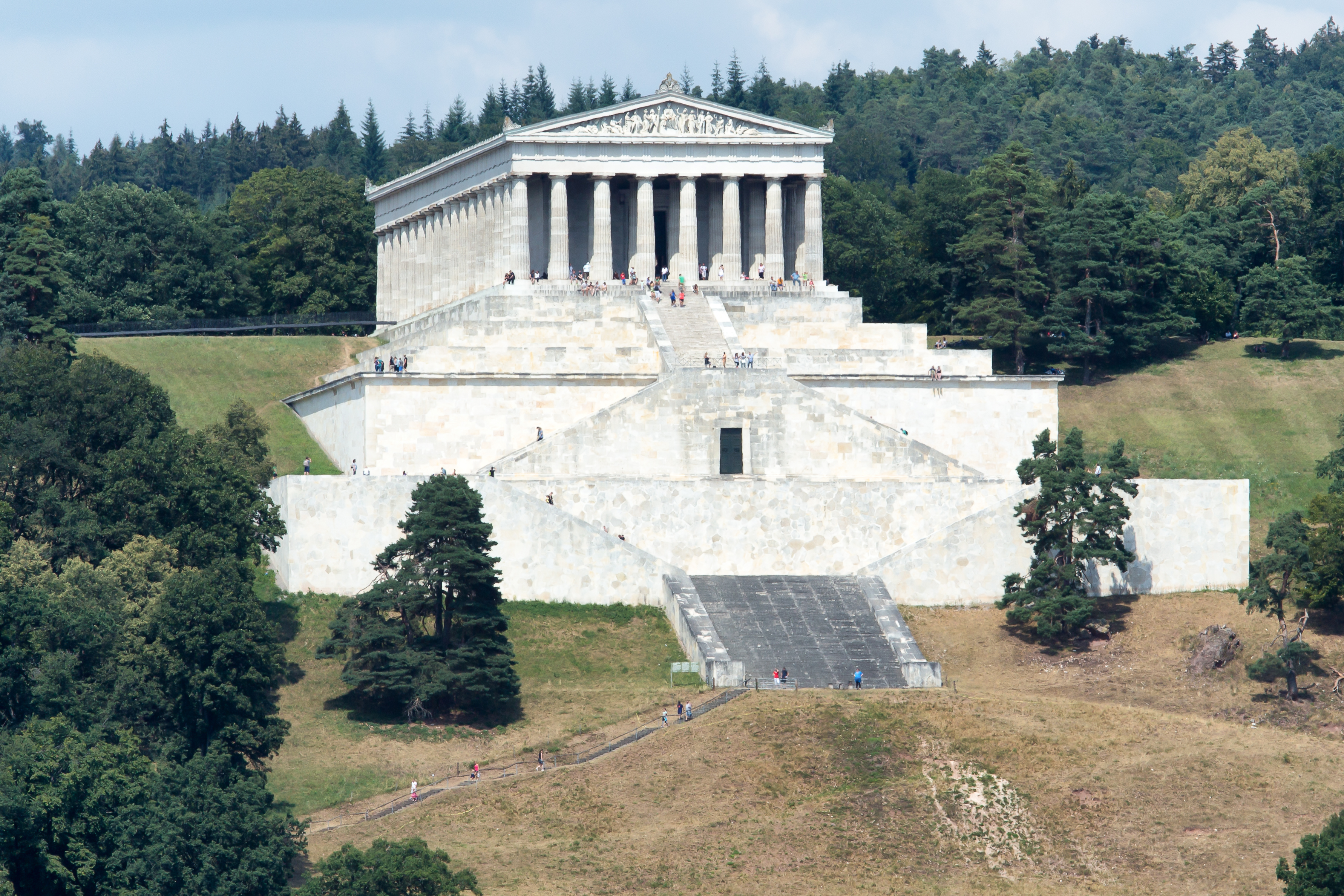
Vista del conjunto.

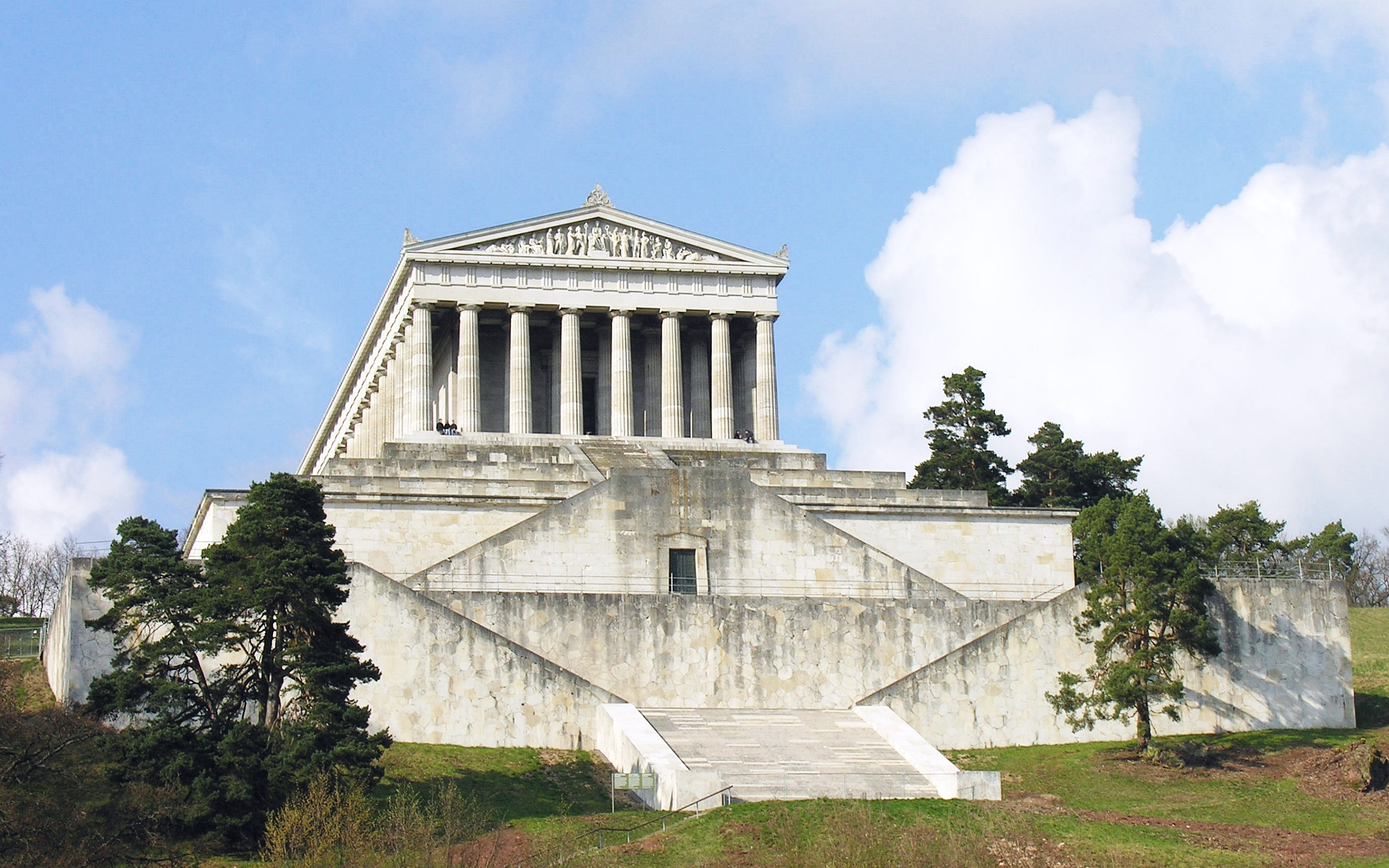
Vista frontal.

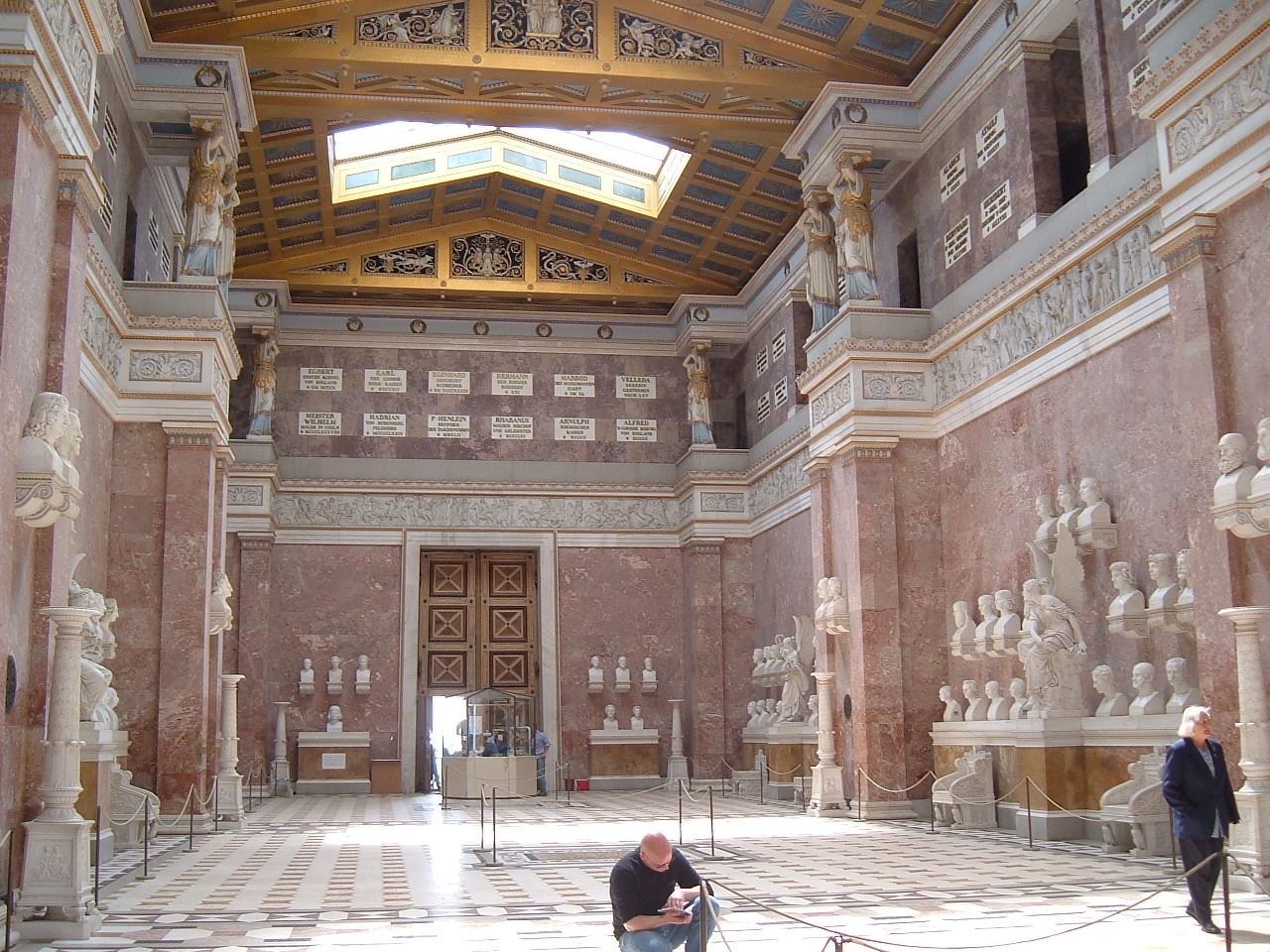
Interior.

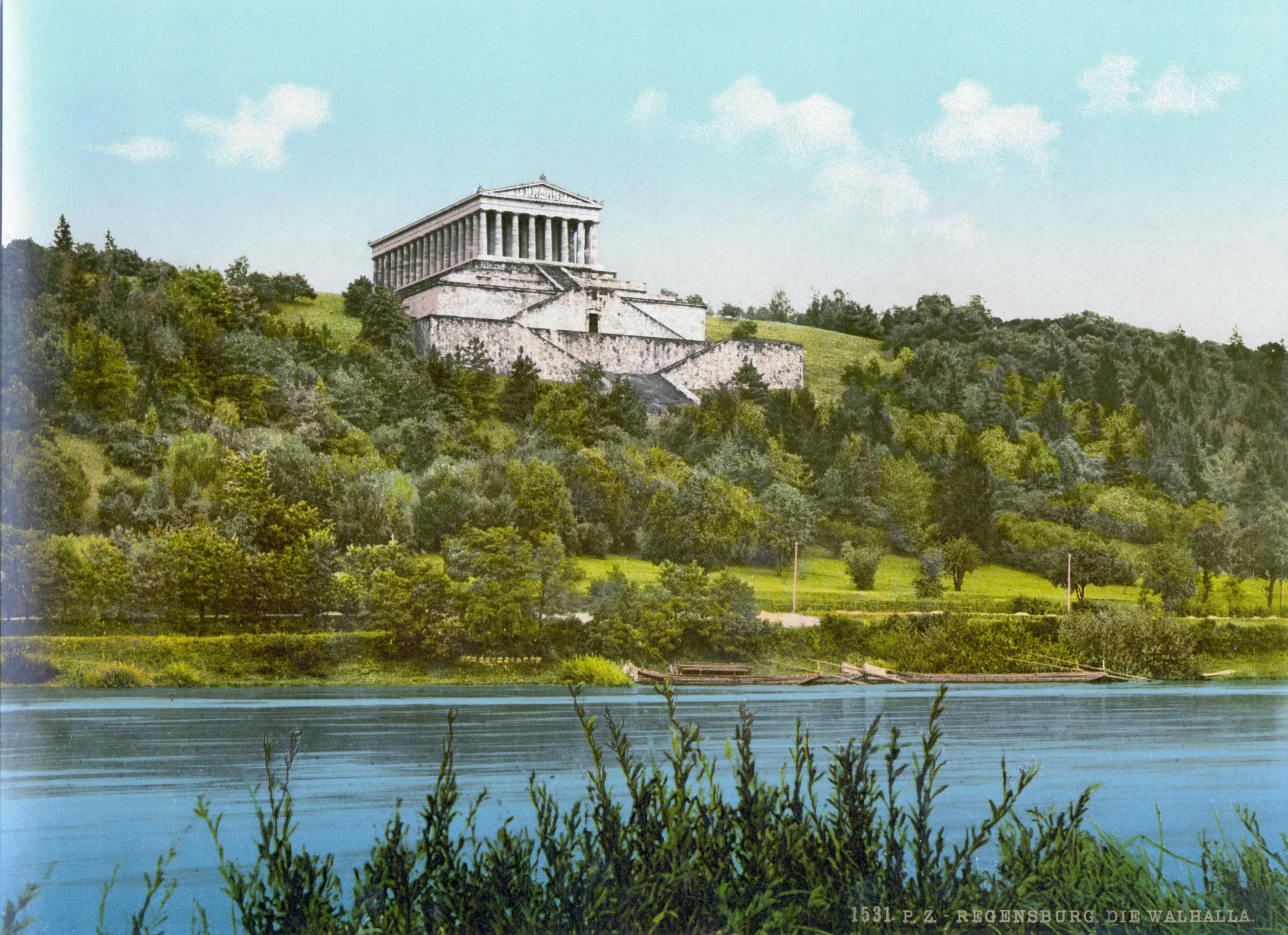
El monumento en un fotocromo de 1900.

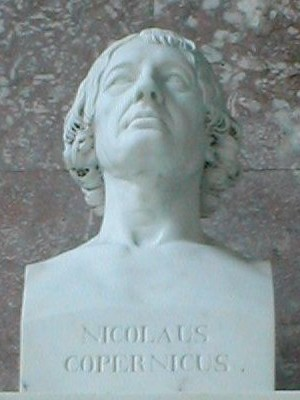
Copérnico.

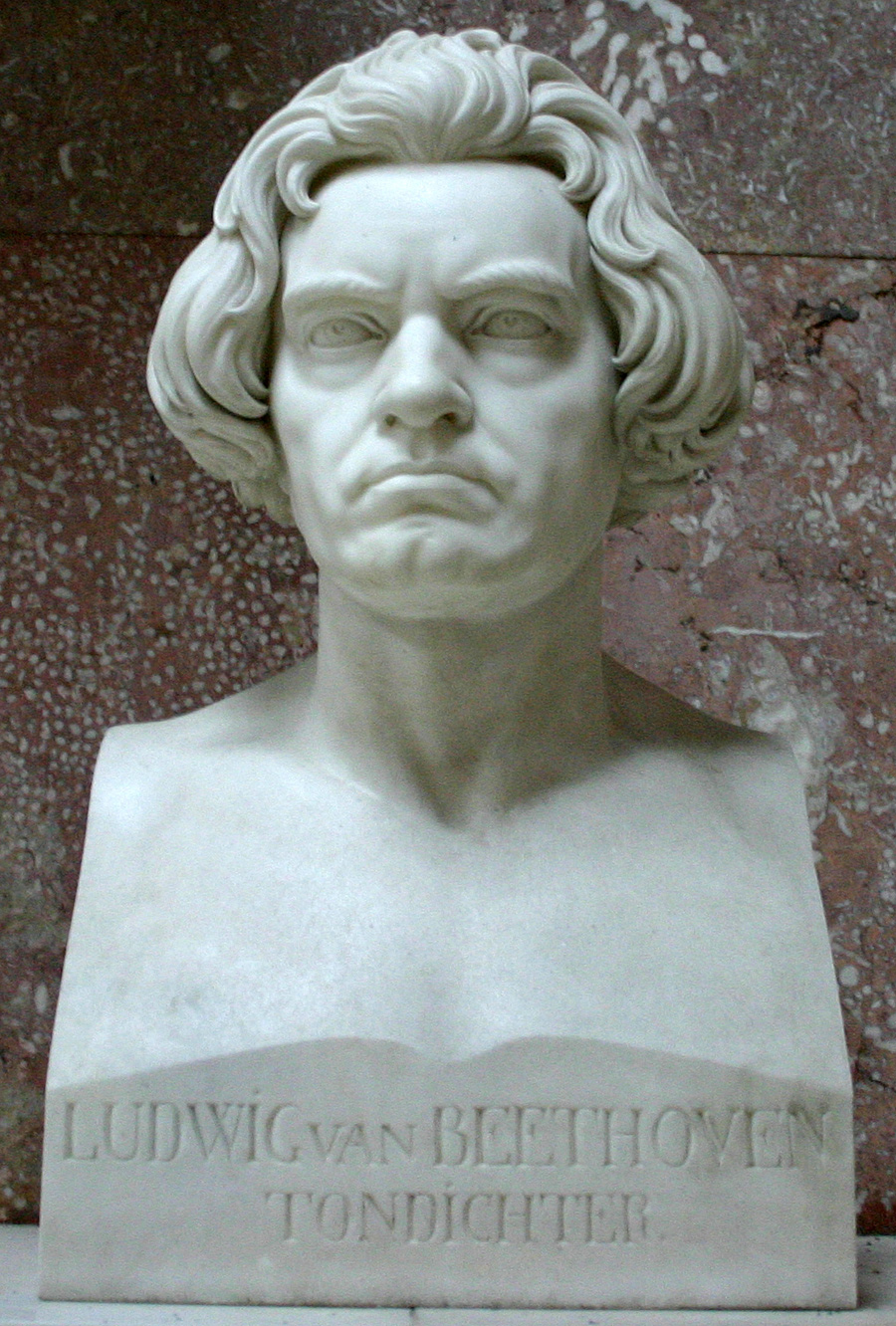
Beethoven.

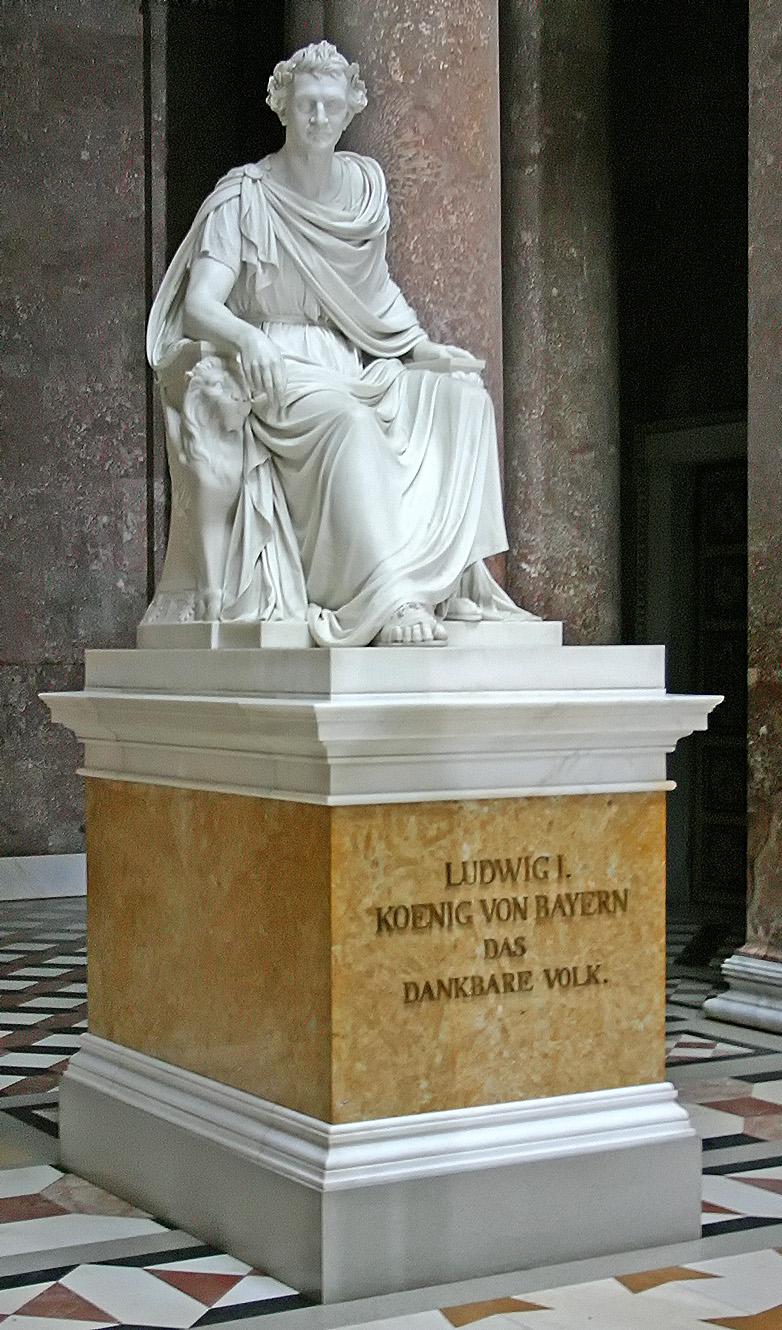
Ludwig I.

El Walhalla (del alemán Walhalla y este del nórdico antiguo Valhǫll; lit. ‘salón de los caídos’) es un imponente templo neoclásico cuyo propósito es servir de monumento y salón de la fama a «alemanes laureados y distinguidos». Se levantó a orillas del río Danubio a seis kilómetros hacia el este de Ratisbona, en Baviera, Alemania.[cita requerida]
Debe su nombre al salón de los dioses de la mitología germánica (y nórdica) siendo el equivalente al Olimpo griego. Es una copia perfecta del Partenón de Atenas, sostenido por 52 columnas dóricas. En su interior alberga unas 65 placas y bustos de 130 personas ilustres cubriendo 2000 años de historia. El más antiguo es Arminio, victorioso en la Batalla del bosque de Teutoburgo en el año 9 d. C.
Mientras que el Valhalla de la Mitología nórdica sirvió como hogar para aquellos gloriosamente muertos en batalla, Ludwig pretendía que su Walhalla no solo fuera para guerreros sino también para científicos, escritores y clérigos, y específicamente incluía tanto a hombres como a mujeres. Décadas antes de la fundación del Estado alemán moderno en 1871,
"Alemán" se entendía como "germánico", e incluía a antiguos germánicos (gótico, vándalo, lombardos, anglosajón) así como medieval y moderno austriaco, neerlandés, sueco y suizo.

## Historia
Fue concebido por el entonces príncipe heredero Luis I de Baviera (abuelo de Luis II) en 1807, con el fin de respaldar el impulso que se estaba acumulando para la unificación de los muchos estados alemanes, y construido entre 1830 y 1842 bajo diseños de Leo von Klenze, que también fue responsable del Befreiungshalle, también cerca de Ratisbona sobre el Danubio.

## Bustos
- Konrad Adenauer
- Amalia
- Augusto II de Polonia
- Johannes Aventinus
- Johann Sebastian Bach
- Michael Andreas Barclay de Tolly
- Ludwig van Beethoven
- Bernhard von Sachsen-Weimar
- Otto von Bismarck
- Gebhard Leberecht von Blücher
- Herman Boerhaave
- Johannes Brahms
- Anton Bruckner
- Gottfried August Bürger
- Cristóbal de Wurtemberg Ver: Soberanos de Würtemberg
- Johann von Dalberg
- Hans Karl von Diebitsch
- Alberto Durero
- Anton van Dyck
- Everardo V de Wurtemberg
- Julius Echter von Mespelbrunn
- Joseph Freiherr von Eichendorff
- Albert Einstein
- Erasmo de Róterdam
- Ernesto I de Sajonia-Gotha
- Jan van Eyck
- Carlos Guillermo Fernando de Brunswick
- Guillermo I de Alemania
- Federico Barbarroja
- Federico el Grande
- Federico II Hohenstaufen
- Federico Guillermo I de Brandeburgo
- Georg von Frundsberg
- Jakob Fugger
- Johann Carl Friedrich Gauß
- María Teresa de Jesús Gerhardinger
- Ernst Gideon Freiherr von Laudon
- Christoph Willibald Gluck
- Johann Wolfgang von Goethe
- Joseph Görres
- Hugo Grotius
- Otto von Guericke
- Johannes Gutenberg
- Albrecht von Haller
- Hans von Hallwyl
- Georg Friedrich Händel
- Joseph Haydn
- Enrique el León
- Heinrich der Vogler
- Wilhelm Heinse
- Berthold von Henneberg
- Johann Gottfried von Herder
- Friedrich Wilhelm Herschel
- Hans Holbein el Joven
- Ulrich von Hutten
- Friedrich Ludwig Jahn
- Immanuel Kant
- Carlos de Austria-Teschen
- Carlos V de Alemania
- Carlos X Gustavo
- Catalina la Grande
- Johannes Kepler
- Friedrich Gottlieb Klopstock
- Conrado II
- Nicolaus Copernicus
- Gottfried Wilhelm Leibniz
- Gotthold Ephraim Lessing
- Justus Freiherr von Liebig
- Paris von Lodron
- Luis Guillermo de Baden-Baden
- Luis I de Baviera
- Martín Lutero
- María Teresa I de Austria
- Maximiliano I de Wittelsbach
- Hans Memling
- Gregor Mendel
- Raphael Mengs
- Helmuth Graf von Moltke
- Mauricio I de Nassau
- Mauricio de Sajonia
- Justus Möser
- Wolfgang Amadeus Mozart
- Johannes von Müller
- Burkhard Christoph von Münnich
- August Graf Neidhardt von Gneisenau
- Nicolás von Flüe
- Otón I del Sacro Imperio Romano Germánico
- Paracelso
- Jean Paul
- Max von Pettenkofer
- Walther von Plettenberg
- Josef Wenzel Graf Radetzky von Radetz
- Max Reger
- Johannes Müller Regiomontano
- Johannes von Reuchlin
- Wilhelm Conrad Röntgen
- Peter Paul Rubens
- Rodolfo I de Habsburgo
- Michiel Adriaenszoon de Ruyter
- Gerhard von Scharnhorst
- Friedrich Wilhelm von Schelling
- Friedrich von Schiller
- Sophie Scholl
- Johann Philipp von Schönborn
- Franz Peter Schubert
- Carlos Felipe de Schwarzenberg
- Franz von Sickingen
- Frans Snyders
- Karl vom und zum Stein
- Erwin von Steinbach
- Adalbert Stifter
- Richard Strauss
- Maximilian von und zu Trauttmansdorff
- Maarten Harpertszoon Tromp
- Aegidius Tschudi
- Peter Vischer el Viejo
- Richard Wagner
- Albrecht von Wallenstein
- Carl Maria von Weber
- Christoph Martin Wieland
- Federico Guillermo de Schaumburg-Lippe
- Guillermo de Orange
- Guillermo III de Inglaterra
- Johann Joachim Winckelmann
- Nikolaus Ludwig von Zinzendorf
- Edith Stein
- Heinrich Heine

## Literatura
- Walhalla, official guide booklet, Helen Stellner - David Hiley, Bernhard Bosse Verlag Regensburg, 2002
- Adalbert Müller: Donaustauf and Walhalla (1846)
- Horst Hanske, Jörg Traeger: Walhalla. Ruhmestempel an der Donau. Bosse Verlag, Regensburg 1998, ISBN 3-927529-05-2
- Josef A. Pangkofer: Walhalla und Stauf an der Donau. Pustet Verlag, Ratisbona, 1852.
- Ruprecht Stolz: Die Walhalla. Ein Beitrag zum Denkmalsgedanken des 19. Jahrhunderts. Dissertation, Univ. Köln 1977.
- Jörg Traeger: Die Walhalla. Idee, Architektur, Landschaft. Bosse Verlag, Ratisbona, 1980